# Tiény-Séably
Tiény-Séably  è una città e sottoprefettura della Costa d'Avorio appartenente al dipartimento di Facobly. Conta una popolazione di 8 099 abitanti (censimento 2014).